# Отец Ферапонт
Отец Ферапонт — персонаж романа «Братья Карамазовы» русского писателя XIX века Фёдора Михайловича Достоевского. Перед читателями предстаёт как 75-летний невежественный монах моложавой внешности, постник и молчальник, главный идейный противник старца Зосимы. Окружающие считали его юродивым, но также видели в нём великoгo праведника и подвижника. Отец Ферапонт в романе выступает хулителем светлого христианства и полагает, что мир подавлен грехом. Одновременно с этим он неистово завидует славе старца Зосимы и больше всего желает «падения праведного». Смерть Зосимы и особенно его тление становятся радостным событием для Ферапонта.
Исследователями «Братьев Карамазовых» отмечалось, что антитеза Зосима — Ферапонт является одним из главных противопоставлений в романе. Если учение Зосимы представляет собой тенденцию в христианстве, противоречащую аскетическому началу, то Ферапонт предстаёт мрачным, невежественным мракобесом, одержимым страхом перед всюду ему чудящимися чертями. Некоторые критики видели в Ферапонте представителя аскезы, другие полагали, что ему не принадлежит роль носителя какой бы то ни было богословской теории или практики. От имени персонажа было образовано название тенденции возжелания благ и падения праведного — ферапонтовщина.
Среди возможных прототипов персонажа критиками назывались монах из Оптиной пустыни, епископ Феофан Затворник и философ Константин Леонтьев.

## Образ
Я к игумену прошлого года во Святую Пятидесятницу восходил, а с тех пор и не был. Видел, у которого на персях сидит, под рясу прячется, токмо рожки выглядывают; у которого из кармана высматривает, глаза быстрые, меня-то боится; у которого во чреве поселился, в самом нечистом брюхе его, а у некоего так на шее висит, уцепился, так и носит, а его не видит. <...> Как стал от игумена выходить, смотрю - один за дверь от меня прячется, да матерой такой, аршина в полтора али больше росту, хвостище же толстый, бурый, длинный, да концом хвоста в щель дверную и попади, а я не будь глуп, дверь-то вдруг и прихлопнул, да хвост-то ему и защемил
Отец Ферапонт в романе представляет собой весьма живописную фигуру. Перед читателями он предстаёт как 75-летний монах, постник и молчальник, главный противник Зосимы. Ферапонт семь лет живёт в уединённой келье, ест два фунта хлеба в три дня, странен и груб. При этом старчество он считает вредным и легкомысленным новшеством. Для Ферапонта характерны одновременно презрение к окружающим и в то же время зависимость от них. Отдельно была отмечена невежественность монаха, особенно ярко выраженная в его похвальбе о том, как он поймал чёрта за хвост, прищемив его дверью. Несмотря на все странности Ферапонта, многие обитатели Оптиной пустыни вполне сочувствовали ему и, хотя считали его юродивым, одновременно видели в нём великoгo праведника и подвижника. Несмотря на дикость монаха, а также его стихийную языческую силу и равнодушие к мирским делам, некоторые сторонники видят в нём истинного хранителя святоотеческих преданий. Презрение к игумену и прочим монахам, а также гордыня Ферапонта обнаруживают ущербность его веры. В то же время, духовная подвижность героя говорит о его способности преодолеть в себе безумие.
В разговоре с монашком Ферапонт рассказывает о чертях, которых он видел у игумена; о Святом Духе, с которым он даже общался; а также о вязе, становящемся Христом. Подобные рассказы позволяют проанализировать авторитетность персонажа в художественной системе романа. Сам Достоевский через рассказчика называет Ферапонта юродивым, а также указывает на то, что верить рассказам Ферапонта могут только «тёмные люди», вставляя соответствующее уточнение в описание чудес монаха: «ходил очень странный слух, между самыми, впрочем, тёмными людьми, что отец Ферапонт имеет сообщение с небесными духами и с ними только ведёт беседу, вот почему с людьми и молчит». Таким образом автор хотел показать слабоумие персонажа и скомпрометировать прочие его рассказы и утверждения. Помимо этого, Ферапонт в моменты действия в романе делает странные заявления, переходы его мысли часто лишены всякой логики. В диалоге с монашком с каждым ответом Ферапонта возрастает нелепость его заявлений. При этом характерно, что монашек изначально не только в иносказательном, но и в прямом смысле готов верить отцу Ферапонту, даже в рассказы про защемлённый хвост чёрта. Именно недоверие изначально расположенного верить слушателя наиболее сильно компрометирует Ферапонта. В итоге, недостоверность чудес Ферапонта подтверждается как их невероятностью, так и сопутствующим им контекстом, убеждающем читателя в обратном.
Захожий монашек из маленькой Обдорской обители (совр. Салехард) на Дальнем Севере также способствовал более полному раскрытию образа отца Ферапонта. Достоевский изображает монашка маленьким и хитрым, с нерушимым мировоззрением, приверженцем догматов, не способным на трудное религиозное мышление. Такому мелкому персонажу нет места возле Зосимы, поэтому он оказывается возле Ферапонта. Беседа Ферапонта с монашком даже характеризовалась как замечательный комический эпизод. При этом особенно обращалось внимание на то, что только такой туповатый собеседник мог поверить в истории Ферапонта. Истинное же происхождение подобных историй заключено в стремлении монаха утвердить свою ускользающую духовную власть в сложной монастырской иерархии.
Отец Ферапонт характеризовался, как лжец, не осознающий, насколько сильно он погряз в собственной неистинности, в силу неспособности укрощать и выражать своё глубочайшее недовольство. По мнению архиепископа Кентерберийского Роуэна Уильямса, некоторое демоническое начало персонажа открывает ему возможность до бесконечности откладывать процесс самопознания. Самое страшное в судьбе отца Ферапонта в том, что апофеоз святыни вызывает непомерную злобу и отчуждение от других, являясь также самоутверждением. За его юродствующим самоуничижением, перевешивающим собственную гордость, чувствуется безмерное самоупоение своим «подвижничеством», своим «я».

### Внешность
Достаточно подробное описание характерной внешности персонажа Достоевский в тексте романа передаёт словами введённого им повествователя, рассказывающего обо всех событиях произведения: «Старик сильный, высокий, державший себя прямо, несогбенно, с лицом свежим, хоть и худым, но здоровым. Сложения же был атлетического. Глаза его были серые, большие, светящиеся, но чрезвычайно вылупившиеся, что даже поражало. Говорил он с сильным ударением на „о“. Одет был в рыжеватый длинный армяк грубого, арестантского, по прежнему наименованию, сукна и подпоясан толстой верёвкой. Шея и грудь обнажены. Толстейшего сукна, почти совсем почерневшая рубаха, по месяцам не снимавшаяся, выглядывала из-под армяка. Говорили, что он носит на себе, под армяком, тридцатифунтовые вериги. Обут же был в старые, почти развалившиеся башмаки на босу ногу». В сцене изгнания чертей отцом Ферапонтом в келье старца Зосимы Достоевский частично дополняет его портрет, делая упор на вериги: «тяжёлые вериги завистливого постника звенели при каждом его движении, внушая почтительность наполнившему келью народу».
Отдельно обращалось внимание на тот факт, что, несмотря на достаточно пожилой возраст отца Ферапонта, он «был он даже и не вполне сед, с весьма ещё густыми, прежде совсем чёрными волосами на голове и бороде». Подобное описание моложавой внешности призвано показать отсутствие глубокой внутренней работы, которая израсходовала бы нервные и физические силы персонажа. Также в описании внешности была замечена и возможная причина явлений к Ферапонту небесных духов. Со слов повествователя, глаза отца Ферапонта были «чрезвычайно вылупившиеся» — по мнению критиков, эта черта означает, что явления к нему небесных духов могут объясняться близорукостью и связанными с ней галлюцинациями.

## Учение
Отец Ферапонт выступает хулителем светлого христианства, по мнению Достоевского, представлявшего собой дар Святого Духа. Именно поэтому монах придерживается ереси о Святодухе, который слетает птицею и говорит человеческим языком. Ферапонт полагал, что мир подавлен грехом, символом которого выступает бес, который присутствует везде в окружающем мире. Философ Николай Бердяев, защищая идеал миропреображающего христианства, обратил внимание, что в русской православной аскезе были явления, близкие образу отца Ферапонта, то есть крайнему обскурантизму. По Бердяеву подобные взгляды представляют собой предельное выражение аскезы, от которой отлетел дух. Аскеза Ферапонта представляет собой опасность, так как вместо освобождения духовных сил человека может порабощать и сковывать их, являясь, по словам архимандрита Августина, «оппортунистическим примирением со злой и несправедливой действительностью, отказом от борьбы с ней».

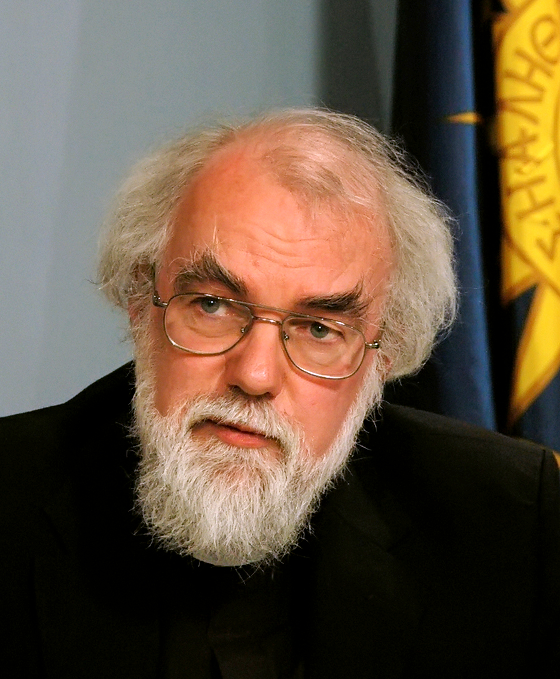
Роуэн Уильямс

По ходу романа Достоевский разрушает идею Ферапонта о реальности чёрта. Даже чёрт, явившийся перед Иваном Карамазовым во вполне материальном, осязаемом виде, оставляет впечатление вторичности и неоригинальности, отсутствия самостоятельного материального существования, представляя собой лишь низшее «я» Ивана. По Достоевскому, подобное признание материального существования чёрта повлекло бы признание бытийственности зла и онтологии ада, что в свою очередь означало бы существование чего-то, неподвластного действию Божьей силы, то есть, в итоге, отрицание Бога.
Архиепископ Кентерберийский Роуэн Уильямс раскритиковал тезис о том, что Ферапонт представляет в романе традиционную аскезу. Одержимость монаха идеей поста осуждалась в православной монастырской мысли, что приводит к выводу, что Ферапонт серьёзно повредился в уме. Отцу Ферапонту не принадлежит роль носителя какой бы то ни было богословской теории или практики. Его учение представляет собой лишь недовольство озлобленных и недалёких служителей церкви, подвергающих сомнению авторитет старцев.

## Ферапонт и Зосима

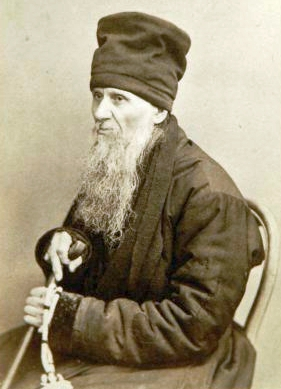
Амвросий Оптинский — один из прообразов старца Зосимы

Исследователями «Братьев Карамазовых» отмечалось, что антитеза Зосима — Ферапонт является одним из главных противопоставлений в романе. Отец Ферапонт предстаёт идейным противником, закоренелым и самым опасным врагом старца Зосимы. Он неистово завидует славе старца и больше всего желает «падения праведного». Ферапонт ненавидит Зосиму, а идею старчества считает вредным и легкомысленным новшеством, в то время как сам является полным ничтожеством.
Особенно ярко духовная несовместимость Зосимы и Ферапонта показана после смерти старца. В монастыре все ожидали, что Зосима избежит тления, так как вёл действительно праведную жизнь. Поэтому когда тление всё-таки случилось, все в монастыре скорбели и только Ферапонт обрадовался. Смерть Зосимы, а особенно его тление, стали радостным событием для Ферапонта, который прибежал из своей кельи, чтобы откровенно и всласть надругаться над прахом старца. Эта сцена была названа великолепной в художественном и идейном отношениях. Особенно в ней выделяется момент, когда прибежавший Ферапонт ещё на пороге исступлённо воздевает руки, а из-под его правой руки выглядывает посетивший его монашек.
Учение Зосимы представляет собой тенденцию в христианстве, противоречащую аскетическому началу, и проникнуто светлым, жизнеутверждающим духом, которому чуждо отречение от мира. Противопоставляемый ему Ферапонт предстаёт мрачным, невежественным мракобесом. Монах одержим страхом перед всюду чудящимися чертями. В мировоззрении же Зосимы изначально нет места чёрту. Именно на неверие старца в материальность нечистой силы делает упор монах, обличая его. Помимо этого, Ферапонт видит некоторую надменность в помышлениях Зосимы, а также потворство телесным слабостям, за что осуждает старца. Литературовед Владимир Кантор отметил правоту Ферапонта в том, что жизнь и деятельность Зосимы существенно отклонялась от церковно-аскетического пути христианства, с которым в некоторой степени пересекаются взгляды отца Ферапонта.
После смерти Зосимы монах радостно кричит: «Мой господь победил! Христос победил заходящу солнцу». Ворвавшись в келью Зосимы, Ферапонт принимается изгонять чертей, которых, по его мнению, напустил туда Зосима. Ферапонт также полагает, что Зосима провонял, так как не соблюдал постов по чину своей схимы. В ответ на прямую анафему и юродство монаха, отец Паисий, представляющий собой в романе духовного преемника Зосимы, делает предположение, что сам Ферапонт может служить сатане. Однако окружающий Ферапонта простой народ в ответ на его вопли приходит в исступление уже не от умиления к миру, как это было при Зосиме, а от строгости и страха вездеприсутствия дьявола.
Достоевский создаёт в своём повествовании контекст, в котором свидетельства о чудесах Зосимы выглядят правдиво, в то время как свидетельства Ферапонта выглядят ложными. Противопоставление же персонажей только усиливает истинность или ложность соответствующих фактов. Любые слова Ферапонта о Зосиме выглядят недостоверными из-за того, что персонаж уже был ранее скомпрометирован ложными высказываниями, в то время как словам Зосимы верят благодаря правдивости всех его предыдущих слов. Противопоставляя Зосиму и Ферапонта, Достоевский показывает, насколько представление человека о Боге и смерти зависит от высоты его религиозного сознания. Зосима, учащий о любви ко всему созданию Божию, беспокоится о духовных мучениях в аду, в то время как Ферапонт, людей сторонящийся и не любящий, верит в ад со всеми материальными подробностями и везде видит чертей.

## Ферапонтовщина
Несмотря на то, что на первый взгляд Ферапонтом движет вера, истинный смысл претензий монаха показан весьма примитивно в паре его фраз: над Зосимой «преславный канон станут петь», «а надо мною, когда подохну, всего-то лишь стихирчик малый». Из этих реплик следует, что в основе недоверия вере другого лежит зависть. Филологом Людмилой Сараскиной это явление в романе было названо по имени персонажа «ферапонтовщиной». В то же время отмечалось, что ненависть Ферапонта к Зосиме строилась не только на зависти, но на разнице в понимании пути церковного подвижничества.
Ферапонтовщина представляет собой жгучее желание земных грязных благ либо посмертных почестей. В романе она проявляется не только в отношениях Ферапонта и Зосимы, но и, например, в аресте Великим инквизитором Христа. Помимо этого, «падение праведного и позор его» проявляются в «Братьях Карамазовых» в семье, в обществе, в церкви. Ферапонтовщина показана автором романа как духовный соблазн и провокация в церкви. Среди монашества русской действительности XIX века был не один пример подобного соперничества в исполнении обрядов и соблюдении постов, что в глазах Достоевского выглядело проявлением темноты и мракобесия внутри церкви и во многом подвигло писателя противопоставить отца Ферапонта и старца Зосиму.
Ферапонтовщина проявлялась и в отношении самого Достоевского. Так, ещё в XIX веке религиозный философ Константин Леонтьев упрекал Достоевского за то, что писатель хочет учить монахов, а не сам учиться у них, обличая автора «Братьев Карамазовых» в нецерковности его православия. В XXI веке, согласно оценке Сараскиной, в российской историко-филологической и философской мысли также проявляется ферапонтовщина, когда горнило сомнений Достоевского рассматривается как «тяжёлые заблуждения <…> на фоне всеобщего духовного благополучия и благочестия», а его богоискательство толкуется как отступничество и богохульство.

## Прототип

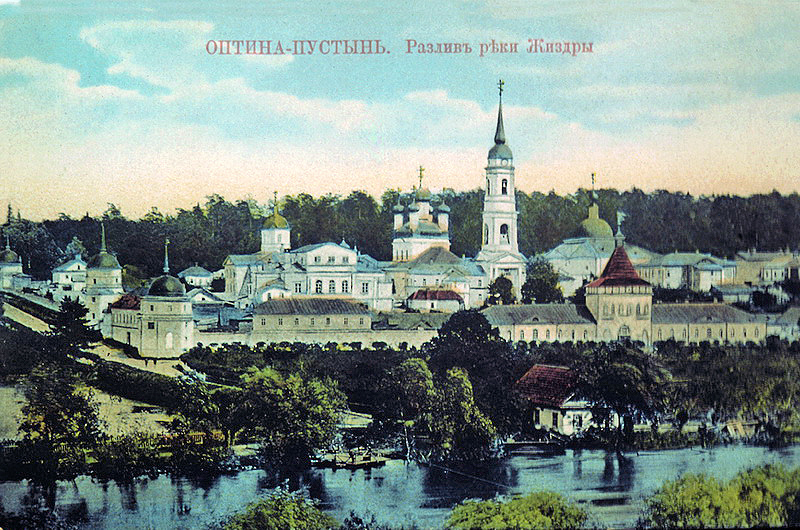
Монастырь Оптина пустынь в XIX веке

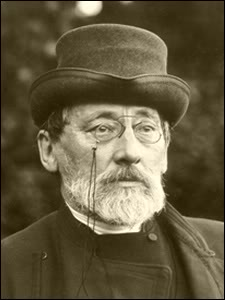
Константин Леонтьев

Критик и литературовед Константин Мочульский полагал, что реалистический портрет отца Ферапонта был списан Достоевским с натуры. По его мнению, прототипом для внешнего образа монаха мог послужить один из монахов Оптиной пустыни, поразивший его своим народным обликом. Прообразом ереси отца Ферапонта о Святодухе послужила история из жития Оптинского старца Леонида. Старец беседовал с жившим в скиту иеромонахом Феодосием, который умел предсказывать будущее, объясняя это тем, что к нему слетает Святой Дух и говорит с ним. По мнению исследователя творчества Достоевского Василия Комаровича, прототипом Ферапонта мог послужить отец Палладий, о котором рассказывается в 11 главе «Истории Оптиной Пустыни». Монах также жил в хижине в лесу, подвергался искушениям дьявола и воздерживался от общения с женщинами: «Не верь, брат, их слезам; между нами и ими вражда до гроба… К монахам, пребывающим в праздности, черти толпами приходят, а к тем, кто занят рукоделием, только поодиночке являются». Религиозный философ Николай Бердяев на основании аскезы Ферапонта полагал, что прототипом данного образа мог послужить епископ Феофан Затворник. Бердяев отметил, что Феофан Затворник, будучи духовным писателем, пользовался наибольшим авторитетом в русской духовно-аскетической литературе. Особенно почиталась его книга «Путь к спасению».
Литературный критик Василий Розанов отмечал схожесть философа Константина Леонтьева с образом отца Ферапонта, обратив внимание на тот факт, что Леонтьев, сыгравший в 70-x годах XIX века роль отца Ферапонта в литературе и политике, мог жить какое-то время в Оптиной пустыни и быть тайным пострижеником. Филолог Анастасия Гачева также подчеркнула близость образа Ферапонта к Леонтьеву, вспомнив, что Достоевский резко высказался против леонтьевской историософской концепции. В монахе автор воплотил ветхозаветный «страх Господень», который, по Леонтьеву, составляет основу подлинной веры. Сам же Леонтьев в критике романа отметил, что «отшельник, и строгий постник, Ферапонт, мало до людей касающийся, почему-то изображён неблагоприятно и насмешливо».